# Elassodiscus obscurus
Elassodiscus obscurus är en fiskart som beskrevs av Pitruk och Fedorov, 1993. Elassodiscus obscurus ingår i släktet Elassodiscus och familjen Liparidae. Inga underarter finns listade i Catalogue of Life.